# Membre de Reuilly
Le membre de Reuilly est un des premiers domaines que les Templiers possédaient à Paris, en fait en dehors des murs de la capitale à cette époque. Ce membre faisait partie du prieuré hospitalier du Temple, un des prieurés de la Langue de France.

## Origine
Le domaine de Reuilly fut donné aux Templiers par Mathieu de Beaumont, grand chambellan du roi, en 1152, par lettres, il fait aussi donation aux frères du Temple de Salomon d'un four, d'un cens de 40 sols, 17 setiers, une mine d'avoine avec des poules,. De plus ils ont la maison de Frogier Lasnier avec le port touchant à la maison avec la justice,.

## Le domaine
Les Templiers laissèrent aux Hospitaliers de l'ordre de Saint-Jean de Jérusalem lors de la dévolution des biens de l'ordre du Temple près de 300 arpents de terre dans le ressort de Reuilly.
La veuve de Robert d'Artois habitait une maison à Reuilly, en 1362, mais cette maison était en très mauvais état, et en 1413, plutôt que de la remettre en état, Regnaut de Giresmes, prieur, cède la maison avec un domaine à Jean Testart, bourgeois de Paris, contre un cens annuel de 4 deniers et une rente foncière de 80 livres parisis mais en gardant les droits de justice et de seigneurie.
En 1633, Jean de Vitry, seigneur de Reuilly, et Guillaume de Meaux de Boisbourdan, prieur de France, eurent un procès à propos de la censive de Reuilly. Jean de Vitry prétendait que la superficie de la censive était de 243 arpents alors que Guillaume de Meaux de Boisbourdan en revendiquait 293 arpents. Mais il fut reconnu que le déficit provenait du fait que Jean de Vitry avait cédé en 1624 7 quartiers de terre pour permettre à Antoine Faget, curé de Saint-Paul, puisse y bâtir l'église Sainte-Marguerite sur la censive de l'Ordre,.
Le prieur du Temple possédait en plus les cens ou rentes seigneuriales à La Courtille, à Belleville, à la Villette-Saint-Lazare, à Montreuil sous le bois de Vincennes avec une partie de la haute justice comme indiqué dans une déclaration de 1664,. Dépendant aussi de Reuilly, en 1756, le fief de Rambouillet, une maison sur le chemin de Paris à Charenton,.